# راوتالامپی
راوْتالامْپی (به فنلاندی: Rautalampi) یک منطقهٔ مسکونی در فنلاند است که در ساوونیای شمالی واقع شده‌است.